# سامانیان، سغد
سامانیان (نام پیشین: ازبک‌قشلاق) جماعت و شهرکی در غرب تاجیکستان است که در ناحیهٔ جبار رسولف ولایت سغد قرار دارد. جمعیت این جماعت ۱۲٬۵۷۷ نفر است.